# Franciszek Łukasiewicz (prezydent Świdnicy)
Franciszek Łukasiewicz (ur. 18 sierpnia 1927, zm. 8 marca 2009) – polski działacz i urzędnik samorządowy, od 1975 prezydent Świdnicy.

## Życiorys
W latach 60. został sekretarzem Prezydium Miejskiej Rady Narodowej w Świdnicy, w 1972 także sekretarzem Powiatowej Rady Narodowej w tym mieście. Był radnym tych gremiów, objął ponadto stanowisko wiceprezesa zarządu powiatowego Ligi Obrony Kraju. Od grudnia 1973 do maja 1975 pozostawał zastępcą naczelnika Świdnicy i powiatu świdnickiego Zbigniewa Fedorowicza. W czerwcu 1975 objął stanowisko prezydenta Świdnicy (10 czerwca 1975 oficjalnie przekształcone ze stanowiska naczelnika). Zajmował je co najmniej do 1977, najpóźniej do 1982. Pełnił też funkcję przewodniczącego Prezydium Miejskiej Rady Narodowej w Świdnicy.
Został pochowany na cmentarzu komunalnym przy ul. Słowiańskiej w Świdnicy.

## Odznaczenia
W 1964 odznaczony Krzyżem Kawalerskim Orderu Odrodzenia Polski.